# Naturschutzgebiet Oberer Bewerbach
Koordinaten: 51° 36′ 12″ N, 7° 51′ 43″ O
Das Naturschutzgebiet Oberer Bewerbach liegt auf dem Gebiet der kreisfreien Stadt Hamm in Nordrhein-Westfalen.
Das aus vier Teilflächen bestehende rund 95,72 ha große Gebiet, das im Jahr 1999 unter der Schlüsselnummer HAM-025 unter Naturschutz gestellt wurde, erstreckt sich südöstlich der Kernstadt Hamm. Unweit westlich des Gebietes verläuft die B 63 und nördlich die A 2. Nordöstlich erstreckt sich das rund 25,3 ha große Naturschutzgebiet Rehwiese und östlich das rund 58,16 ha große Naturschutzgebiet Unterer Bewerbach.